# Leontien Vercammen
Leontien Vercammen is een personage uit de Vlaamse soapserie Thuis. Ze werd gespeeld door Marijke Hofkens van 1996 tot 2007.
Leontien was jarenlang, van 1996 tot 2006, de harde, gedreven zakenvrouw van Sanitair Vercammen. Ze huwde Luc Bomans. Uit hun huwelijk werd aan het einde van het achtste seizoen ook een zoon geboren: Lowie Bomans. Ze vluchtte in 2007 voor haar echtgenoot naar Mexico, tezamen met haar zoontje. In Mexico kwam ze in 2012 om het leven bij een auto-ongeval. In aflevering 3393 uit mei 2013 was haar stem te horen, terwijl Julia Van Capelle de brieven van Leontien las over wat Luc haar allemaal had aangedaan. Tijdens deze aflevering kwam Leontien nog kort in beeld in flashbacks van de seizoenen 7, 8, 9 en 13. Daarna was haar stem ook nog eens te horen in de afleveringen 3394 en 3395, terwijl ook Lowie de brieven las.